# Horace R. Byers
Pour les articles homonymes, voir Byers.
Horace Robert Byers (1906 – 1998) est un météorologue américain qui a été un pionnier de la météorologie aéronautique, de la prévision météorologique des orages violents, de la physique des nuages et de la modification du temps. Il est particulièrement connu pour son travail au US Weather Bureau (maintenant le National Weather Service) sur le programme de recherche qui a permis de définir la structure et le cycle de vie des orages. Byers est également connu pour ses collaborations avec de grands noms de la météorologie comme Carl-Gustaf Rossby (dynamique atmosphérique) et Tetsuya Théodore Fujita (classification des tornades).

## Biographie
Durant ces études secondaires, Horace Byers a développé un grand intérêt pour le journalisme et a travaillé comme reporter dans la région de San Francisco durant une année après obtention de son diplôme. Par la suite, il est entré à l'Université de Californie à Berkeley où il a découvert les sciences dans le département de géographie, tout en travaillant à temps partiel comme journaliste. En 1929, il obtient un baccalauréat en géographie avec majeure en sciences de l'atmosphère.
Byers s'inscrit en Maîtrise ensuite au Massachusetts Institute of Technology (MIT) grâce à une bourse du fond Daniel Guggenheim. Il étudie la météorologie sous la direction de Carl-Gustaf Rossby et Hurd C. Willett et obtient son diplôme en 1932, le titre de sa thèse étant The Air Masses of the North Pacific (Les masses d’air dans le Pacifique Nord). En 1934, Byers devient un boursier de la fondation Alfred P. Sloan et commence son doctorat. Il le termine par sa thèse The Changes in Air Masses During Lifting (Changement des masses d’air par soulèvement) en 1935.
En 1940, Byers devient professeur à l’université de Chicago et aide à mettre sur pied le département de météorologie. Il y travaille durant 25 ans, dont environ la moitié en tant que directeur, période durant laquelle il se fait connaître internationalement pour ses recherches sur les nuages, les orages et l’ensemencement des nuages avec Louis J. Battan. En 1965, Byers déménage à l'université Texas A&M et en devient le premier doyen de la faculté des sciences de la Terre jusqu'à sa retraite en 1974.

## Travaux
Les travaux d'Horace Byers sont dans trois domaines principaux : le météorologie générale, les orages et la physique des nuages. À l'université de Chicago, il a mis sur pied plusieurs groupes de recherches dans ces domaines qui ont abouti à plusieurs concepts actuels de la météorologie. Le plus connu est le Thunderstorm Project (Programme sur les orages), un sujet qu'il affectionnait. 
À la fin de la Seconde Guerre mondiale, la structure et le cycle de vie des orages étaient encore peu étudiés mais l'aviation commerciale en grand développement demandait une meilleure compréhension. En 1946, le National Advisory Committee for Aeronautics (ancêtre de la NASA) et les forces armées incitent le Congrès des États-Unis à donner le mandat au US Weather Bureau d'effectuer des recherches dans ce domaine. Byers est nommé le directeur du projet par le chef du Bureau. Des campagnes de prise de données s'étendant de la Floride à l'Ohio durant les étés 1946 et 1947 ont permis de produire une abondante littérature sur le sujet et le rapport final est le premier décrivant la structure et le mouvement de l'air à l'intérieur des orages et l'importance de développer des radars météorologiques pour pouvoir les suivre tant depuis le sol que montés sur les avions. L'une des découvertes les plus importantes a été celle de  l'étudiant en maîtrise R. Braham qui a découvert le phénomène de rafale descendante à peu de distance du courant ascendant dans les orages supercellulaires durant l'analyse des résultats. Ces vents sont associés avec d'importants dommages au sol et un dangereux cisaillement des vents en altitude pour l'aviation. 
Byers publia également des articles sur le cycle de vie des orages unicellulaires en 1948 : la formation dominée par le courant ascendant dans le nuage, l'état mature où un courant descendant se forme près du premier, à la suite de la chute des précipitations, et la dissipation dominée par un courant descendant allant en faiblissant. Le cycle de vie étant de 20 à 60 minutes,. Byers continue à promouvoir ces études après la fin du programme et en 1951 permet à un brillant étudiant japonais de venir faire ses études à Chicago. Il s'agit de Ted Fujita très connu depuis pour ses recherches sur les tornades et l'échelle des dégâts qui porte son nom. Byers et Fujita publieront de nombreux articles ensemble, le dernier en 1977 (Spearhead Echo and Downburst in the Crash of an Airliner).
Durant le Thunderstorm Project, Byers dirige deux chercheurs des laboratoires de General Electric, Irving Langmuir et Vincent  Schaefer, qui découvrent que l'iodure d'argent peut être utilisé comme noyau glacigène et ainsi servir à ensemencer les nuages pour augmenter le nombre de cristaux de glace dans les nuages en sursaturation. Des expériences leur démontrent que l'ensemencement des nuages est possible pour donner soit une plus grande quantité de précipitations, soit limiter la grosseur des grêlons en créant de la compétition pour l'humidité disponible dans un orage. Ceci ouvre tout un champ de recherches et d'applications militaires et civiles. Byers devient le directeur de la portion de l'université de Chicago dans le programme Artificial Cloud Nucleation Project. Il publie par la suite plusieurs articles sur le sujet et celui de la physique des nuages.

## Affiliations
Horace Byers a été membre de l’Académie des sciences des États-Unis (NAS), élu président de 1966 à 1969. Il était également président de l’American Meteorological Society (AMS) (1952-53), de l’International Association of Meteorology and Atmospheric Physics (1960-63) et président de section de l'Union américaine de géophysique. Il était aussi membre de la Royal Meteorological Society, de la Société américaine de géographie et de l'Association américaine pour l'avancement des sciences.

## Récompenses
Horace Byers a reçu plusieurs prix dont : 
- 1941 Robert M. Losey Award, American Institute of Aeronautics and Astronautics ;
- 1959 Award of Merit, Chicago Technical Societies Council ;
- 1960 Charles F. Brooks Award, American Meteorological Society ;
- 1978 Cleveland Abbe Award, American Meteorological Society.